# Rencontres
rencontres.de (französisch für „Begegnungen“) war ein deutsch-französisches Magazin, das von 2004 bis 2010 im Internet veröffentlicht wurde.
Die Besonderheit von rencontres war, dass alle Artikel übersetzt wurden und damit in den beiden Sprachen, Deutsch und Französisch, erschienen. Zudem waren alle Inhalte kostenlos zugänglich. Das Magazin wurde im Oktober 2003 an der Freien Universität Berlin gegründet und erschien erstmals im Februar 2004. Zweimal monatlich wurden Artikel in acht Rubriken, darunter Politik, Wirtschaft, Geschichte, Gesellschaft, Bildung, Kunst und Kultur, veröffentlicht.
Im Jahr 2006 wurde rencontres.de mit dem Deutsch-Französischen Journalistenpreis und dem Europäischen Sprachensiegel ausgezeichnet.
Gründerin und Direktorin des Magazins war Johanna Heinen, die in ihrem 23. Lebensjahr mit dem Projekt startete. Ihr Ziel war es, das gegenseitige Interesse an der Kultur und Sprache des Nachbarlandes zu wecken und zu fördern. 2006 wurde sie als Chefredakteurin von rencontres.de mit dem Deutsch-Französischen Journalistenpreis (Nachwuchspreis) ausgezeichnet, den sie dem Magazin widmete.
Am deutsch-französischen Magazin beteiligten sich insgesamt über 300 Studenten und junge Berufstätige, aber auch erfahrene Journalisten, Kulturvermittler und Übersetzer ehrenamtlich, darunter die heutige Leiterin der Abteilung für Kulturerbe und Sammlungen des Musée du quai Branly – Jacques Chirac, Anne-Solène Rolland.
Zusammen mit Céline Moison gründete Heinen 2004 für rencontres.de den Verein rencontres e.V. Als Partner konnten sie ARTE, den SR, das DFJW, die DFH sowie Klaus Wowereit als Schirmherr gewinnen.
2006 erweiterte Johanna Heinen den Verein durch Kulturprojekte. Einen herausragenden Erfolg erzielte sie mit dem deutsch-französischen Puppentheater Karl Toffel & Jeannette la Baguette für Grundschüler, das vom DFJW und der Robert-Bosch-Stiftung gefördert wurde. Dafür wurden eine zusätzliche Webseite mit pädagogischen Spielen für Grundschüler etabliert sowie deutsche und französische Künstler beschäftigt. Über 20 Vorführungen fanden u. a. am Goethe-Institut Paris und am Institut français in Paris statt.